# Hleďsebe 2.díl
Hleďsebe 2.díl je díl vesnice Hleďsebe, část obce Nelahozeves v okrese Mělník. Nachází se asi 1 km na sever od Nelahozevsi. Leží na levém břehu Vltavy. Prochází zde silnice II/616. Je zde evidováno 15 adres. Trvale zde žije 40 obyvatel.
Hleďsebe 2.díl leží v katastrálním území Podhořany. Jedná se v podstatě jen o domy kolem uličky V Uličce.